# Гематитові руди
Гематитові руди — залізні руди, складені головним чином гематитом і в меншому ступені магнетитом.
Вони поширені в корі вивітрювання залізистих кварцитів, в скарнових, гідротермальних і вулканогенних осадових рудах. Багаті гематитові руди містять 55 — 65 % заліза і 15 — 18 % марганцю.